# 제62회 미국 작가 조합상
제62회 미국 작가 조합상은 2009년 뛰어난 활동을 보인 영화 작가를 기리기 위해 2010년 2월에 열린 시상식이다. LA 하얏트 라젠시 센츄리 프라자 호텔에서 개최되었다.

## 수상 및 후보

### 각본상
- 허트 로커 - Mark Boal 수상

### 각색상
- 인 디 에어 - 제이슨 라이트맨 수상

### 다큐멘터리 각본상
- 더 코브: 슬픈 돌고래의 진실 - 마크 먼로 수상

### TV 드라마 시리즈
- 매드 맨 - AMC 수상
- 브레이크 배드 - AMC
- 덱스터 - Showtime
- 프라이데이 나잇 라이츠 - NBC
- 로스트 - ABC

### TV 코미디 시리즈
- 30 락 - NBC 수상
- 커브 유어 인쑤지애즘 - HBO
- 글리 - Fox
- Modern Family - ABC
- 오피스 - NBC

### TV 뉴 시리즈
- Modern Family - ABC 수상
- 글리 - Fox
- The Good Wife - CBS
- Hung - HBO
- Nurse Jackie - Showtime

### TV 드라마 에피소드
- House 'Broken, Part 1 and Part 2' - Fox 수상
- 빅 러브 - HBO
- 매드 맨 - AMC
- 트루 블러드 - HBO
- 브레이크 배드 - AMC

### TV 코미디 에피소드
- 30 락 - NBC 수상
- Modern Family 'Pilot' - ABC 수상
- 오피스 - NBC
- Eastbound & Down 'Chapter 1' - HBO
- 30 락 - NBC

### TV 장편 각본상
- Georgia O’Keeffe - Lifetime
- Grey Gardens - HBO
- 페드로 - MTV

### TV 장편 각색상
- America - Lifetime
- 챈스 일병의 귀환 - HBO

### TV 애니메이션상
- 심슨 가족 - Fox 수상

### TV 어린이방송 대본상
- 신데렐라 스토리 2 - Erik Patterson 외 1명 수상

### 파울 셀빈 명예상
- 우리가 꿈꾸는 기적: 인빅터스 - 안소니 페크험 수상